# Морроу, Бобби
Бобби Джо Морроу (англ. Bobby Joe Morrow; 15 октября 1935, Харлинген, Техас — 30 мая 2020[…], Сан-Бенито, Техас) — американский легкоатлет-спринтер, трёхкратный олимпийский чемпион игр 1956 года.
Морроу называли «доминирующим спринтером 1950-х годов» и «самым расслабленным спринтером всех времен».

## Биография
Бобби Джо Морроу родился в Харлингене (штат Техас) и рос на ферме в Сан-Бенито. До того как стать спринтером, Морроу играл в американский футбол за Высшую школу Сан-Бенито. Также Морроу был спринтером в Абилинском христианском университете и членом мужского клуба Frater Sodali.
Морроу выиграл в 1955 году титул AAU на 100 ярдов. Самым успешным сезоном для него стал 1956 год, когда он был назван журналом Sports Illustrated «Спортсменом года». Морроу выиграл спринт в национальном чемпионате среди колледжей и защитил свой титул AAU. Затем отправился на Олимпийские игры 1956 года, проходившие в Мельбурне, где выиграл три золотые медали и был лидером американской команды спринтеров.
На Играх он стал победителем в беге на 100 метров. Затем выиграл медаль в беге на 200 метров, сравнявшись с мировым рекордом для этой дистанции. Свою третью золотую медаль он выиграл в эстафете 4 × 100 метров, установив мировой рекорд.
После своих олимпийских побед Бобби был на обложках журналов Life, Sport и Sports Illustrated, а также участвовал в «Шоу Эда Салливана».
Успешные выступления Морроу на национальном уровне продолжались и после Олимпиады-1956, но в 1958 году ушёл из спорта, став фермером и плотником. Он попытался вернуться в спорт перед Олимпийскими играми 1960 года, но не смог квалифицироваться в олимпийскую команду США.
В 1975 году был включён в Зал славы лёгкой атлетики США.
В октябре 2006 года Высшая школа Сан-Бенито назвала его именем свой новый стадион на 11 000 мест.